# Lescuraea serrata
Lescuraea serrata är en bladmossart som beskrevs av Warnstorf 1915. Lescuraea serrata ingår i släktet bågmossor, och familjen Leskeaceae. Inga underarter finns listade i Catalogue of Life.